# Drosophila emarginata
Drosophila emarginata este o specie de muște din genul Drosophila, familia Drosophilidae, descrisă de Sturtevant în anul 1942. Conform Catalogue of Life specia Drosophila emarginata nu are subspecii cunoscute.